# Dyggve
Dyggve, également connu sous les noms de Dygve, Dyggvi ou encore Dygvi, est un roi légendaire de Suède du IVe siècle appartenant à la dynastie des Ynglingar.
Il régnait sur le fief d'Uppsala.
Le poème scalde Ynglingatal conte ses exploits, et l'historien islandais Snorri Sturluson le décrit dans la Saga des Ynglingar.

## Biographie
Son nom signifie « utile » ou « effectif » en vieux norrois.
Après la mort de son père Domar, Dyggve accompagna son corps qui fut transporté jusqu'à la plaine de Fýrisvellir et sa dépouille fut brûlée sur les rives d'une rivière. Une stèle fut placée sur ses cendres.  
Son fils Dag le Sage lui succéda sur le trône de Suède. 

### Saga des Ynglingar
L'Ynglinga saga de Snorri Sturluson évoque le roi  Dyggve de Suède :
  Drótt, la mère de Dyggve était fille du roi  Danp, le fils de  Ríg, qui fut le premier à être appelé konungr [roi] en langue danoise  [(Vieux norrois)]. Ses descendants tinrent toujours le nom de konungr pour le titre le plus éminent. Dyggve fut le premier de sa race à être appelé  konungr, car auparavant ils avaient porté le nom de dróttinn [souverain], leurs femmes  portant celui de  dróttning, et leur suite celui de drótt. Chacun des membres de cette race fut également désigné  par le nom de
Yngvi, ou Ynguni, et tous reçurent l’appellation d'Ynglingar. La reine  Drótt était la sœur du roi Dan Mikilláti (c'est-à-dire le Superbe), d'où vient le nom du Danemark tient.
Ici Ríg est le père de Danp le père de  Dan. Le titre Mikilláti peut être traduit par Fier ou Superbe. Snorri ne dit pas à cet endroit que  Dan est aussi un descendant du roi  Fridfrodi ou Fróði le Pacifique qu'il présente comme régnant sur le
Zealand, comme contemporain de Fjölnir fils de Frey six générations avant le roi Dygvi. Snorri écrit plus loin :
À l'époque à laquelle ces rois vivaient à Uppsala, les souverains suivants régnaient sur le Danemark : d'abord Dan Mikilláti, qui atteignit un âge élevé puis son fils, Fróði Mikilláti, ou le Pacifique, ensuite les fils de ce dernier Halfdan et Fridleif, qui étaient de grands guerriers.
Le pacifique Fróði semble être un doublet du premier Fróði. Dans sa préface de l'Heimskringla (qui inclut l'Ynglinga saga), Snorri évoque l'époque des Cairns :
Comme le roi des Danois Dan Mikilláti s'était fait élever un tertre et avait demandé qu'après sa mort on l'y transportât avec sa parure royale, son équipement guerrier, son cheval muni de tout son harnachement et beaucoup d'autres objets précieux, nombreux furent ses parents qui l'imitèrent. Mais chez les Suédois et les Norvégiens l'âge de la crémation se poursuivit encore longtemps.

## Famille

### Mariage et enfants
D'une union avec une femme inconnue, il eut :
- Dag le Sage.

Après la mort de Dyggve, il épouse Hel (fille de Loki et de Angrboda, sœur de Fenrir et de Jörmungand), la déesse des morts dans la mythologie nordique.

### Sources
- Snorri Sturluson, La Saga des Ynglingar [détail des éditions].